# Canon EOS M
Aucun M3
M2 (Japon)
Le Canon EOS M est un appareil photographique hybride grand public doté d'un capteur au forrmat APS-C de 18,0 mégapixels fabriqué par Canon annoncé en juillet 2012. Il partage nombre de composants (capteur, microprocesseur, écran) avec l'EOS 650D, un reflex numérique de la marque.

## Caractéristiques techniques

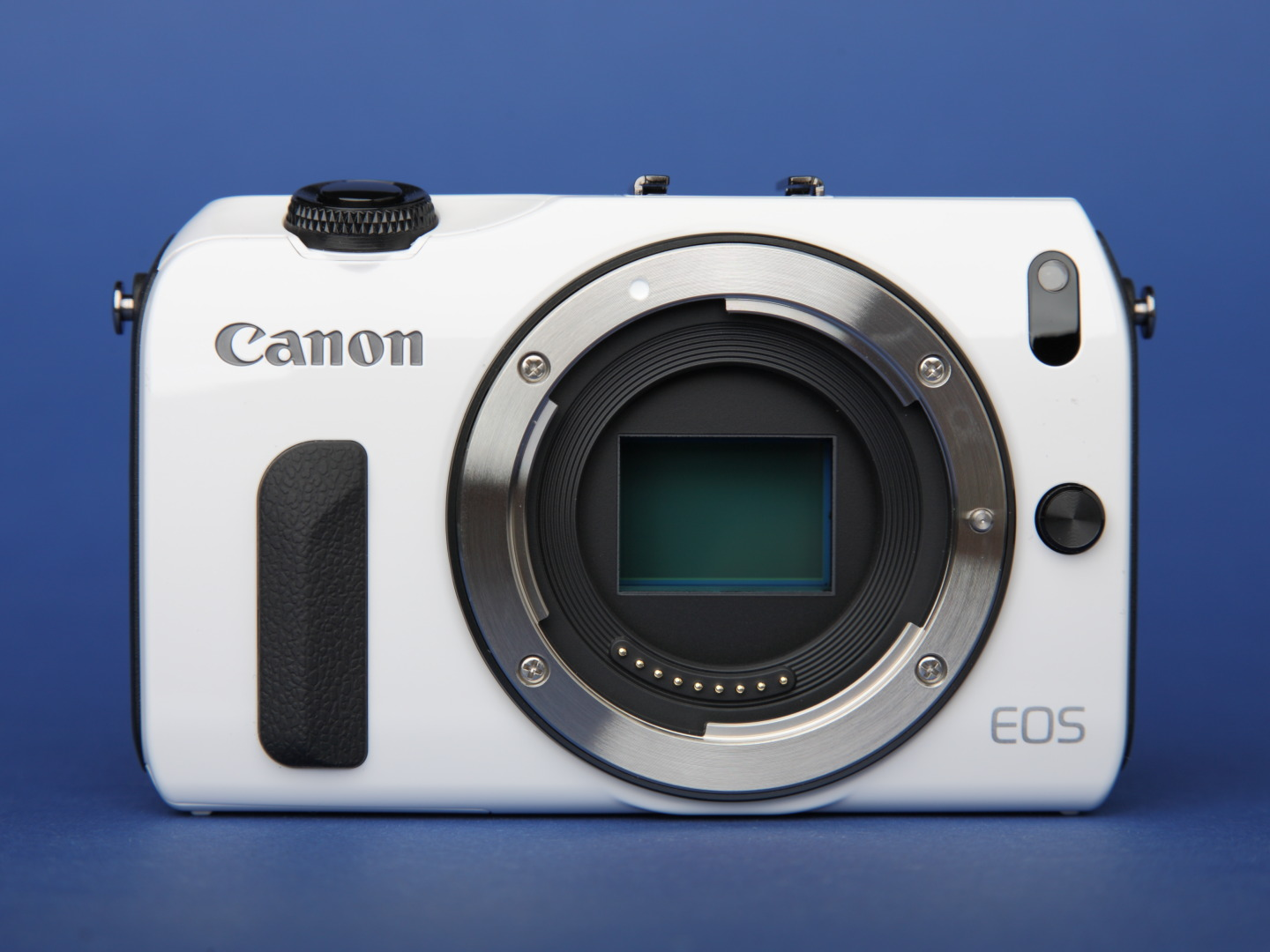
Détail du capteur à nu.

Le Canon EOS M est un boitier de taille compacte équipé d’objectifs interchangeables. Il introduit la nouvelle monture Canon EF-M. Comme sur tous les   hybrides, et contrairement aux réflex le tirage n'est pas contraint par la cage de miroir : la monture M  a un tirage de 18 mm, à comparer au 44 mm des montures EF et EF-S des réflex de la marque. L'utilisation des objectifs de ces derniers est possible via un adaptateur optionnel.
Il utilise un capteur CMOS 18 MPixel et le microprocesseur DIGIC 5. La sensibilité  peut monter jusqu'à 12 800 ISO (extensible à 25 600 ISO).
Le système d' autofocus est hybride, combinant 2 techniques : corrélation de phase et détection de contraste. Cette combinaison permet théoriquement une plus grande vélocité de mise au point, à la condition bien-sur que les logiciels internes le permettent ; les premiers essais sur des modèles de présérie montraient un autofocus plus lent que la concurrence.
L'EOS M dispose également d'un capteur auto-nettoyant.
Il est capable d'enregistrer des vidéos dans les modes suivants :
| Mode                | Vitesse*    |
| ------------------- | ----------- |
| 1920×1080 (Full HD) | 30p/25p/24p |
| 1280×720 (HD)       | 60p/50p     |
| 640×480 (SD)        | 30p/25p     |

* 60p : 59,94 im/s, 50p : 50,00 im/s, 30p : 29,97 im/s, 25p : 25,00 im/s, 24p : 23,976 im/s
L'appareil ne possède pas de flash intégré mais utilise un flash externe miniature dédié, le Speedlite 90EX, qui se fixe sur une griffe. Avec un nombre guide de 9, ce flash externe est assez faible, moins puissant que les flashes intégrés aux boitiers reflex, qui ont typiquement un nombre guide de 12 ou 13.
En revanche l'EOS M est compatible avec tous les flashes Canon Speelite de la série EX.

## Ergonomie et design
Esthétiquement, le boitier adopte un style moderne et sobre comme le Nikon 1 J1 avec des dimensions assez compactes (108,6 × 66,5 × 32,3 mm) pour un poids de 298 grammes. Il est disponible dans quatre coloris (noir, gris, blanc et rouge). Les objectifs interchangeables ont une forme et des dimensions semblables à celle des Sony Alpha NEX. L'écran 3 pouces tactile multitouch de 1 040 000 points est le même que celui de l'EOS 650D mais non articulé. Il permet de rendre l'utilisation de l'appareil photo similaire à un celle d'un smartphone.
La suppression de la majorité des boutons et autres contrôles par rapport à un DSLR implique un plus grand recours à l'écran tactile pour les réglages. En l'absence de viseur optique ou électronique, la visée se fait uniquement par l'écran.

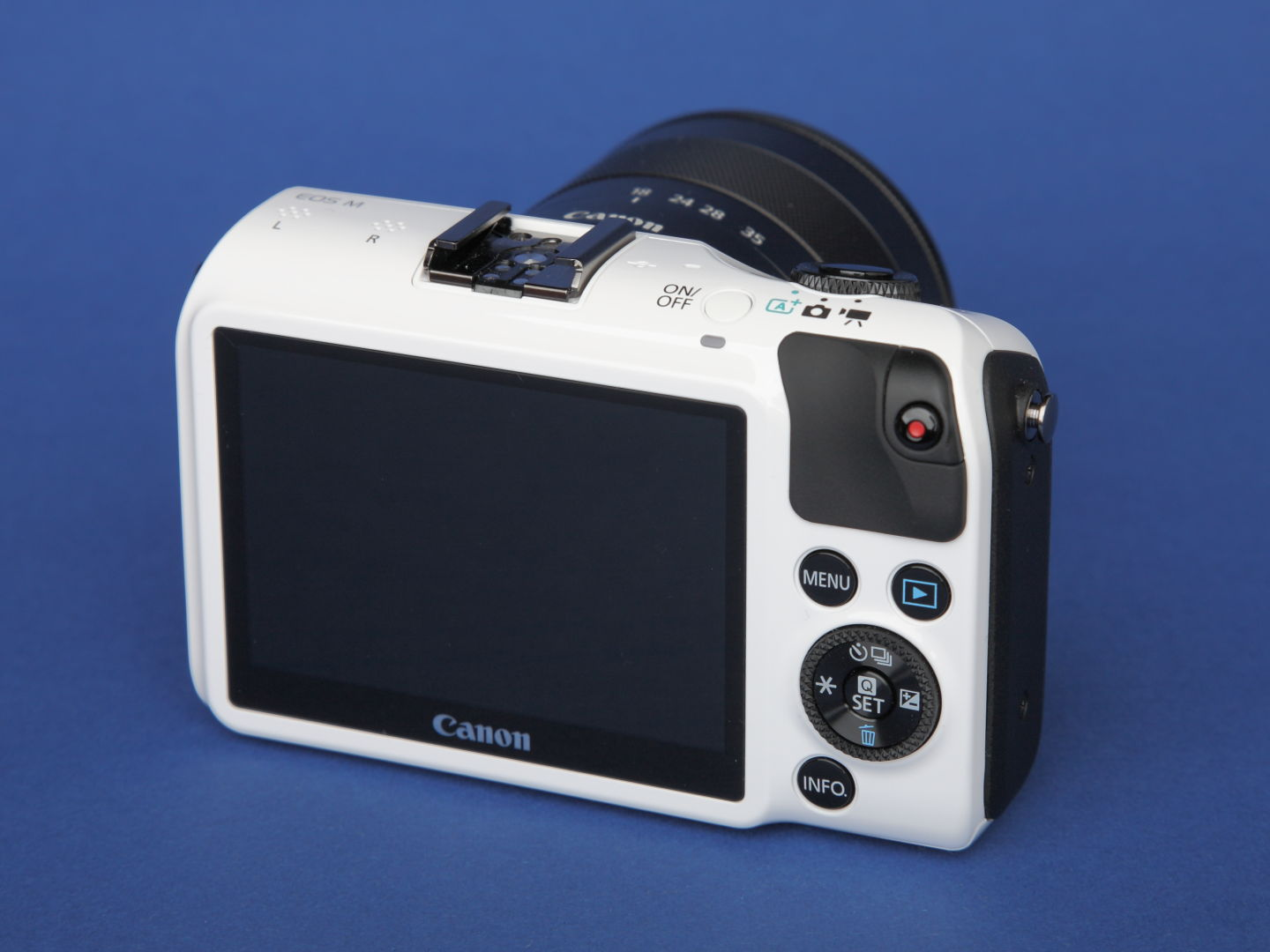
Vue arrière du boitier.
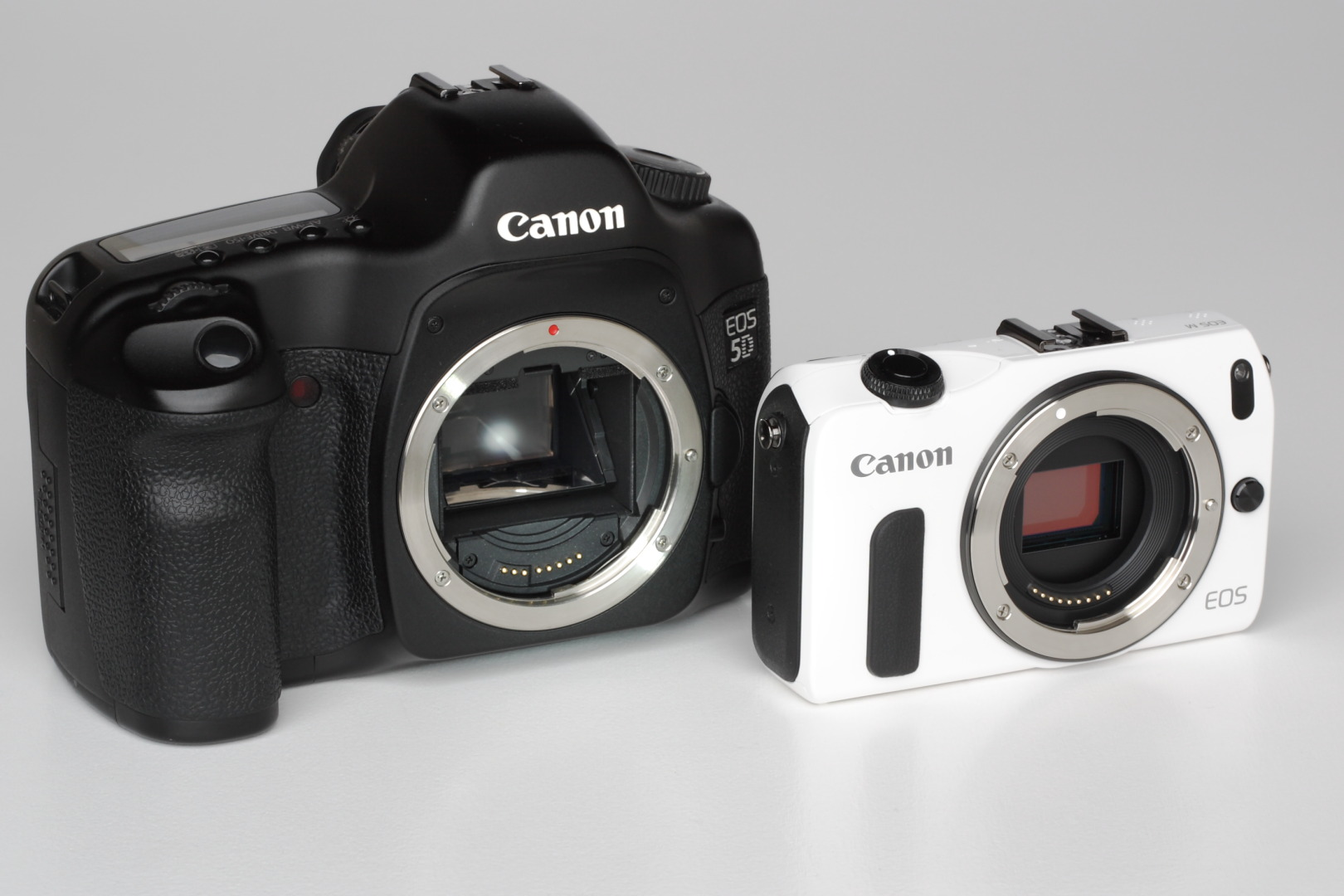
Comparaison de l'EOS M avec l'EOS 5D.
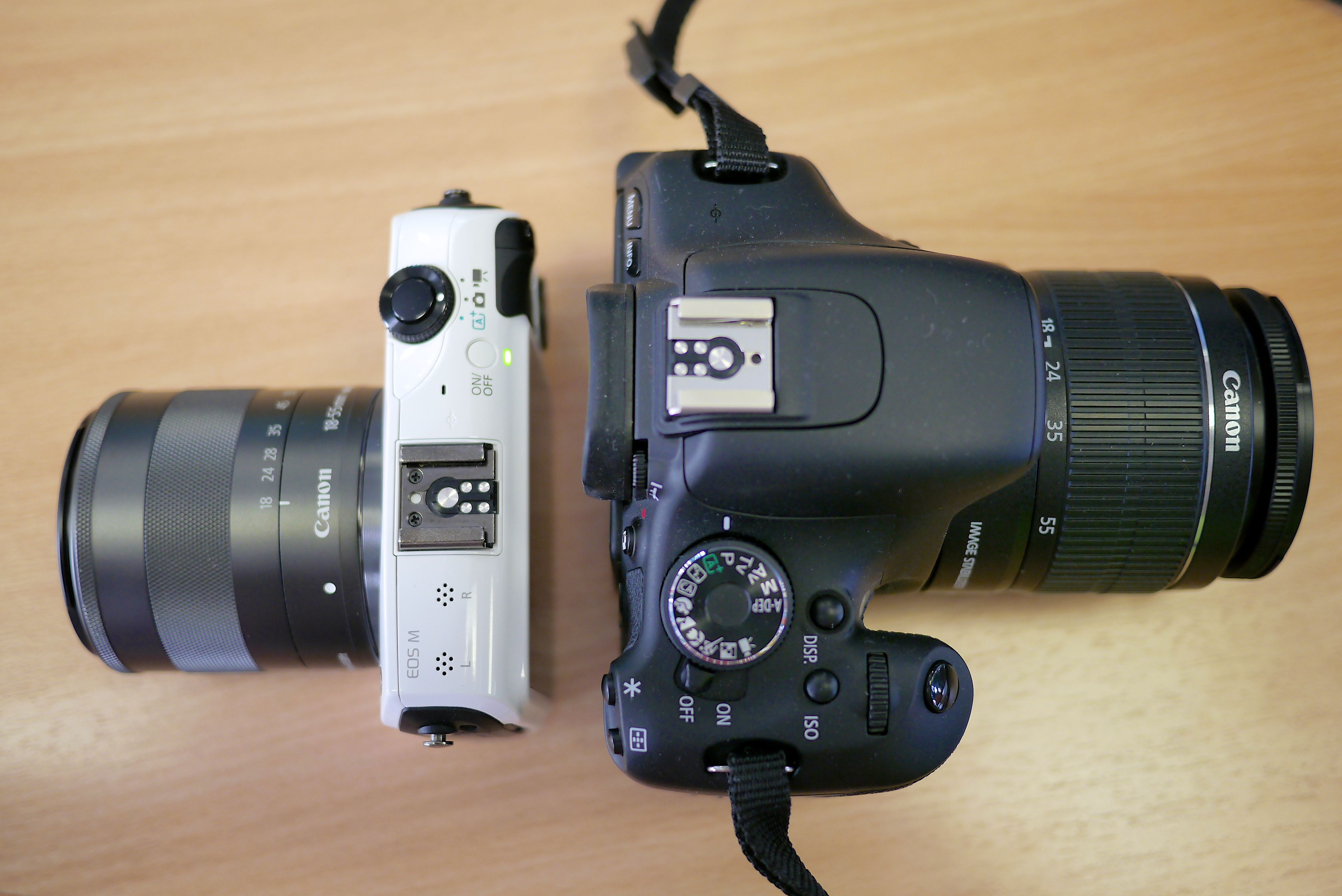
Comparaison de l'EOS M avec l'EOS 600D.
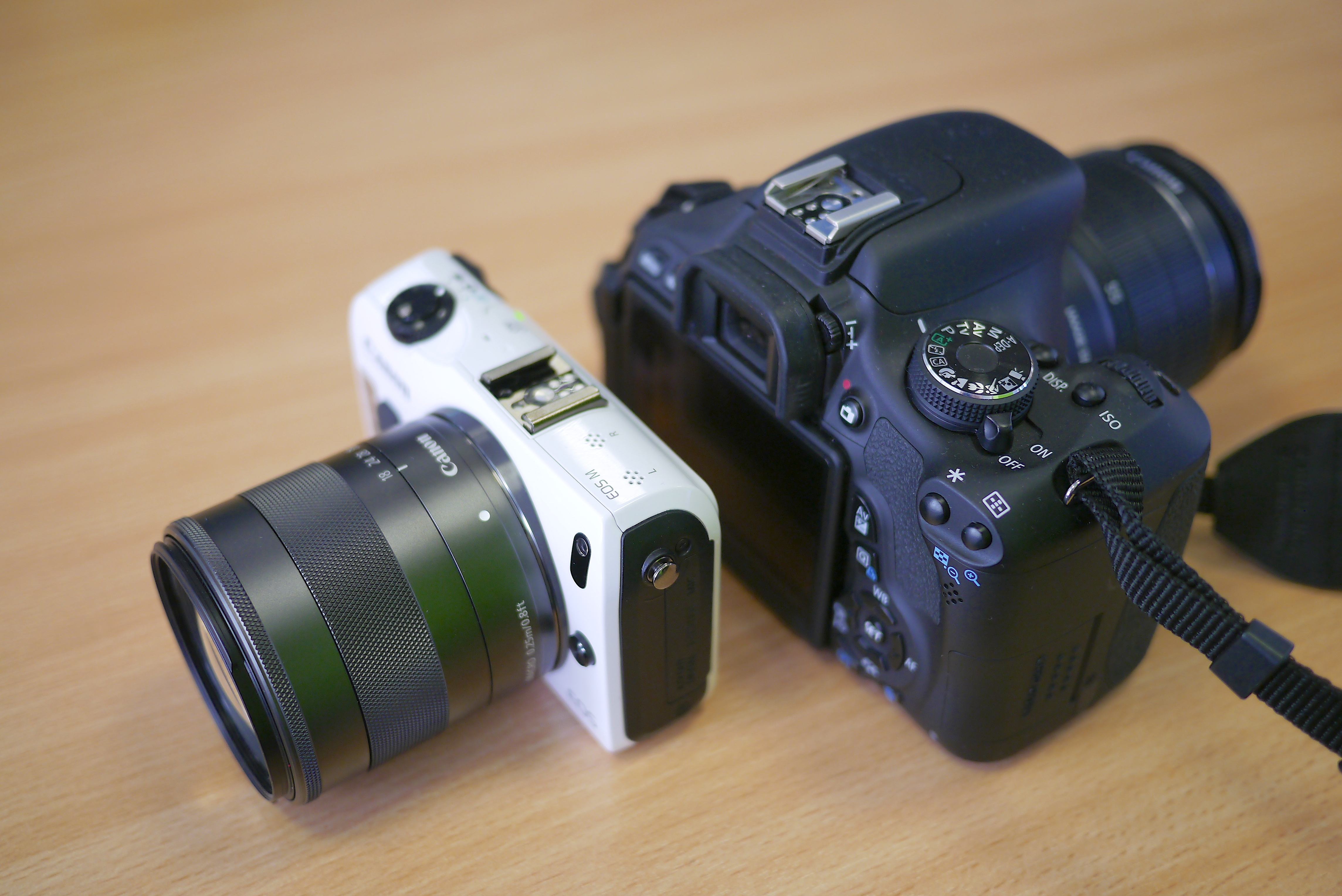

## Accueil
| Forum              | Note   |
| ------------------ | ------ |
| LesNumeriques      | 2/5    |
| Techradars.cameras | 4,5/5  |
| Camera Labs        | 83 %   |
| Chip Online        | 75,8 % |
| DxO Labs           | 65/100 |

L'EOS M est mal accueilli par la presse pour sa lenteur au démarrage et à l'autofocus.
Le site LesNumeriques lui décerne seulement deux étoiles, qualifiant la réactivité d'inacceptable pour ce type d’appareil. Le site fait également état d'une faible autonomie, de la diode autofocus trop active hors mode PSAM et de l’absence de flash dans certains kits. En revanche le site souligne plusieurs points positifs comme l'ergonomie et la qualité de construction, la clarté de l’interface, l'écran tactile multipoint et enfin la bonne qualité du capteur et de l'optique de kit.
Pour corriger ce défaut de lenteur une mise à jour du firmware est publiée et permet de le corriger en partie.

## Concurrence
L'EOS M fait partie du marché « amateur » ou « grand-public », une catégorie qui regroupe des appareils simples d'utilisation, destinés à tous les utilisateurs amateurs non-experts ; elle est très concurrentielle. Le M est directement confronté aux hybrides Micro quatre tiers et APS-C que sont les Panasonic Lumix GF5 et les Olympus PEN (EP-M2 et E-PL5), le Sony NEX-5R et le Samsung NX1000. Il est également placé en concurrence des reflex amateurs qui comptent alors les Alpha SLT 57, Nikon D5200, Pentax K-30 et en interne le Canon EOS 650D.

## Remplacement

### EOS M2
En décembre 2013 sort l'EOS M2, uniquement disponible au Japon. L'EOS M étant maintenu aux États-Unis et en Europe. Le nouveau modèle apporte de très légères retouches esthétiques et un poids réduit à 238 grammes (contre 262 grammes précédemment). La principale nouveauté est l'intégration d'un nouveau capteur hybride CMOS AF II (toujours de 18 mégapixels) ainsi que le développement d'un nouveau firmware. Ces deux points permettent de corriger le défaut de la lenteur de l'autofocus du précédent modèle, de plus il est lancé à la moitié du prix de lancement de son prédécesseur.

### EOS M3
L'EOS M3 remplace les deux précédents modèles dans le monde en avril 2015, son ergonomie est revue avec une poignée et il reçoit un nouveau capteur hybride CMOS AF III de 24 mégapixels qu'il partage avec les 750D et 760D de la gamme des reflex de la marque.